# تمرين بوتيكو
تمرين بوتيكو للتنفس أو تقنية بوتيكو (بالإنجليزية: Buteyko method)‏ هي تمارين طورها البروفسور الروسي قسطنطين بوتيكو، لعلاج مرضى الربو وحساسية الصدر والحساسية وضيق التنفس والأمراض الناجمة عن اضطرابات التنفس. الطريقة تستخدم كعلاج مكمل لمرضى الربو، حيث أثبتت النتائج السريرية قدرتها على التخفيف من أعراض الربو والتقليل من الأدوية المستخدمة أو حتى الاستغناء عنها نهائيا.
إلا أن التمرين ورغم سهولته يحتاج لجهد ومصابرة حتى الإتقان، كما أنها على المرض أن يلتزم به طوال عمره.
المراكز التي تعلم الطريقة بدأت بالانتشار في أنحاء العالم ابتداء من أستراليا حيث انتقلت من روسيا بفعل أحد رجال الأعمال الأستراليين الذي كان يزور روسيا ثم تعرف عليها وأنشأ مركزا هناك، ثم لتنتقل لانكلترا وبقية أنحاء أوروبا ثم العالم. مع أنها لم تدخل بعد الشرق الأوسط.

## مبادؤها
هناك ثلاثة مبادئ أساسية تقوم عليها:
1. التنفس من الأنف دائما.
2. الاسترخاء.
3. زيادة القدرة والمدة على حبس النفس.

## وصلات خارجية
- طريقة التمرين بالعربية
- كل شيء عن طريقة بوتيكو بالإنكليزية
- مقال في الـ BBC عنها بالإنكليزية
- برنامج من الـ BBC عنها على يوتيوببالإنكليزية